# البحيرات (مدينة كيبك)
البحيرات هي إحدى الدوائر الثمانية بمدينة كيبك يدل اسمه على تواجد ثلاث بحيرات هي بحيرة سانت شارل وبحيرة لوريت وبحيرة بيرجي. تحتل الدائرة المركز الجغرافي للمدينة.

## الاحياء
- فانييه
- نوفشاتيل شرق لوبورغ نوف
- دي بيرجي لي سول

## المنشات

### المصانع
- المركب كيبك التكنولوجي
- مجموعة مصانع Armand-Viau
- مجموعة مصانع Cardinal
- مجموعة مصانع  Carillon
- مجموعة مصانع  Duberger
- مجموعة مصانع  Carrières
- مجموعة مصانع Frontenac
- مجموعة مصانع Métrobec
- المنطقة الصناعية Lebourgneuf
- المنطقة الصناعية Carrefour du commerce

### المراكز التجارية
- المركز التجاري  Galeries de la Capitale
- المنطقة التجارية Lebourgneuf
- ساحة Fleur de Lys

### اماكن ثقافية ودينية
- مكتبة Aliette-Marchand
- مكتبة Jean-Baptiste-Duberger
- مكتبة Lebourgneuf
- مكتبة Les Saules
- مكتبة Saint-André
- كنيسة Notre-Dame-de-Recouvrance
- كنيسة Saint-Eugène
- كنيسة Sainte-Monique-des-Saules
- قاعة المملكة Témoins de Jéhovah

### حدائق واماكن للترفيه
- ملعب  Duberger
- ملعب Les Saules
- ملعب Patrick Poulin
- المركز المجتمعي Michel-Labadie
- Corridor des cheminots
- حديقة Chauveau
- حديقة l'Escarpement
- حديقة l'Accueil
- حديقة Frère-Frédéric
- حديقة Petit-Bois
- حديقة Émile-Nelligan
- حديقة Antoine-Masson
- حديقة Saint-Francois-Xavier
- حديقة Prévert
- حديقة Saint-André
- Parc-école Apprenti-Sage
- حديقة des Brumes
- حديقة Louis-Latulippe
- حديقة Duberger
- حديقة Sainte-Monique
- مسبح Jos-A.-Lachance
- ساحة  L'Islet-La Montée
- مركب Jean-Paul-Nolin

‌